# Angels Embrace
Angels Embrace è un album in studio da solista del cantante britannico Jon Anderson, pubblicato nel 1995.

## Tracce
1. Myo Maya – 0:50
2. New Eire Land – 14:44
3. Angels Embrace – 6:40
4. Cloudsinging – 5:37
5. Prayersong – 4:47
6. Naturemusic – 11:44
7. Midnight Cello – 4:00